# Kim Fowley
Kim Vincent Fowley (Los Ángeles, California, 21 de julio de 1939-West Hollywood, California, 15 de enero de 2015) fue un productor musical, empresario, compositor, músico, cineasta y actor de radio estadounidense.
Era conocido por su papel detrás de la producción de sencillos de pop rock de culto en la década de 1960, y por ser mánager de la banda de rock The Runaways, en la década de 1970. Fue descrito como "uno de los personajes más coloridos en los canales del rock & roll" y como "una figura de culto sombría fuera de los márgenes de la corriente principal".
Falleció de cáncer el 15 de enero de 2015.